# Théorie des cordes hétérotique
Pour un article plus général, voir Théorie des cordes.
En physique théorique, la théorie des cordes hétérotique est l'un des trois types de cordes.  C'est une théorie hybride car elle est l'union de la théorie des cordes bosoniques et de la théorie des supercordes.  Il en existe deux : la théorie des cordes hétérotique E et O.  Ces deux théories furent proposées en 1985 par David J. Gross, Jeffrey Harvey, Emil Martinec, et Ryan Rohm.
La théorie des cordes hétérotique E est constituée de cordes fermées vibrant dans le sens négatif.  Elle fonctionne en dix dimensions.  Elle a été appelée ainsi car elle appartient au groupe {\displaystyle E_{8}\times E_{8}\,}
La théorie des cordes hétérotique O est constituée de cordes fermées vibrant dans le sens négatif, tout comme la E et les cordes qui la composent évoluent aussi en dix dimensions.  En revanche, cette théorie appartient au groupe de symétrie {\displaystyle SO(32)\,}.
L'hétérodicité, qui a pour origine le terme hétérosis, est le caractère de ce qui est hétérotique dans le cas d'un hybride de corde, les supercordes et la Théorie des cordes bosoniques.